# Eriopyga carneitincta
Eriopyga carneitincta är en fjärilsart som beskrevs av William Schaus 1921. Eriopyga carneitincta ingår i släktet Eriopyga och familjen nattflyn. Inga underarter finns listade i Catalogue of Life.